# Damaskinos Papandreou
Damaskinos Papandreou (în greacă Δαμασκηνός Παπανδρέου) (născut ca Basil Papandreou, n. 23 februarie 1936, Kato Chryssovitsa, Etolia, Grecia – d. 5 noiembrie 2011, Geneva, Elveția) a fost arhiepiscop și mitropolit ortodox al Patriarhiei Ecumenice în Elveția.

## Viața
A studiat teologia la seminarul din insula Halki (1955–1959) și a fost hirotonit diacon în 1959. Beneficiind de o bursă a Patriarhiei Ecumenice, el a studiat filozofia și istoria religiilor la universitățile din Bonn și Marburg între anii 1959 și 1965. În 1966 a obținut titlul de doctor în teologie la Universitatea din Atena. Titlul tezei era "Întemeierea și organizarea bisericii din Armenia pâna la al IV-lea Sinod Ecumenic". A fost hirotonit preot și a primit rangul de arhimandrit în 1961. În anii '60 ai secolului ak XX-lea a fost duhovnic al muncitorilor greci din zona orașului Bonn. Cu această ocazie a înființat trei școli populare grecești în Germania. Între 1963-1963 a condus școala greacă din Michaelshofen în Köln-Rodenkirchen și între 1965-1969 a fost starețul centrului monahal ortodox din Taizé.
Din 1969 a fost numit director al Centrului Ortodox deținut de Patriarhia Ecumenică la Chambésy, lângă Geneva, și totodată secretar pentru pregătirea Sfântului și Marelui Sinod Ortodox. La 6 decembrie 1970 a fost hirotonit episcop și ridicat la rangul de mitropolit al Tranoupolis-ului.
Sinodul Patriarhiei Ecumenice l-a numit la data de 2 octombrie 1982 mitropolit al Elveției și exarh al Europei Occidentale.

## Distincții
- Doctor Honoris Causa  al Universităților din București (1981), Belgrad (1982), Tesalonic (1985), Bonn (1986), Berna (1987), Prešov (1987), Atena (1990), Moscova (1992), Minsk (1995), Manila (1998), Sofia (1999), Geneva (1999)
- Membru în „Académie Internationale de Sciences religieuses“ (AISR) (1974)
- Membrul de onoare al Fundației „Pro Oriente“ (1984)
- Membrul al „Société européenne de culture“ (1987)
- Membrul corespundent al Academiei din Atena (1991)
- Premiul Abt-Emmanuel-Heufelder al Mănastirii Niederaltaich (1992)